# Umkhaya-Lo
Umkhaya-Lo ist ein Album der südafrikanischen Gruppe Bayete, das im Jahr 1995 veröffentlicht wurde.

## Hintergrund
Jabu Khanyile wurde im Jahr 1984 Mitglied bei Bayete, zu dieser Zeit schon eine renommierte Afro-Jazz-Rock-Fusion-Band. In den frühen 1990er-Jahren trennte sich die Gruppe und nur der Sänger und der Keyboarder blieben von der ursprünglichen Formation erhalten. In der Mitte der 1990er-Jahre feierte die Gruppe erste Erfolge mit ihrem ersten Album. Jabu Khanyile und Bayete kombinierten auf Umkhaya-Lo, dem zweiten Album der Gruppe, west- und südafrikanischer Musikstile mit Elementen des Jazz und zeitgenössischen musikalischen Ideen. Jabu Khanyile arbeitete gemeinsam mit seinem Produktionsteam Thapelo Kgomo und Ian Osrin etwa ein halbes Jahr an dem Album.

## Rezeption
Das Billboard Magazin schrieb in seiner Ausgabe vom 6. April 1996:

“Bayete is South Africa´s hottest world-music prospect...His debut album, „Malewe“, went gold here and his new album („Umkhaya-Lo“)...is expected to do even better.”

„Bayete ist Südafrikas heißester Weltmusikkandidat...Ihr Debütalbum, „Malewe“, erreichte hier Goldstatus und ihr neues Album („Umkhaya-Lo“)...wird voraussichtlich noch mehr erreichen.“

## Trackliste
Alle Stücke von Bayete
1. Umkhaya-Lo – 5:21
2. Inkinobho – 5:39
3. Amambawu – 5:39
4. Mmangwane – 5:52
5. The News – 5:12
6. Cheeky Mama – 5:09
7. Amadlozi – 4:50
8. Jabula Time – 5:58
9. Vuka Zenzele – 5:48
10. Amasoka – 5:12